# 中国致公党

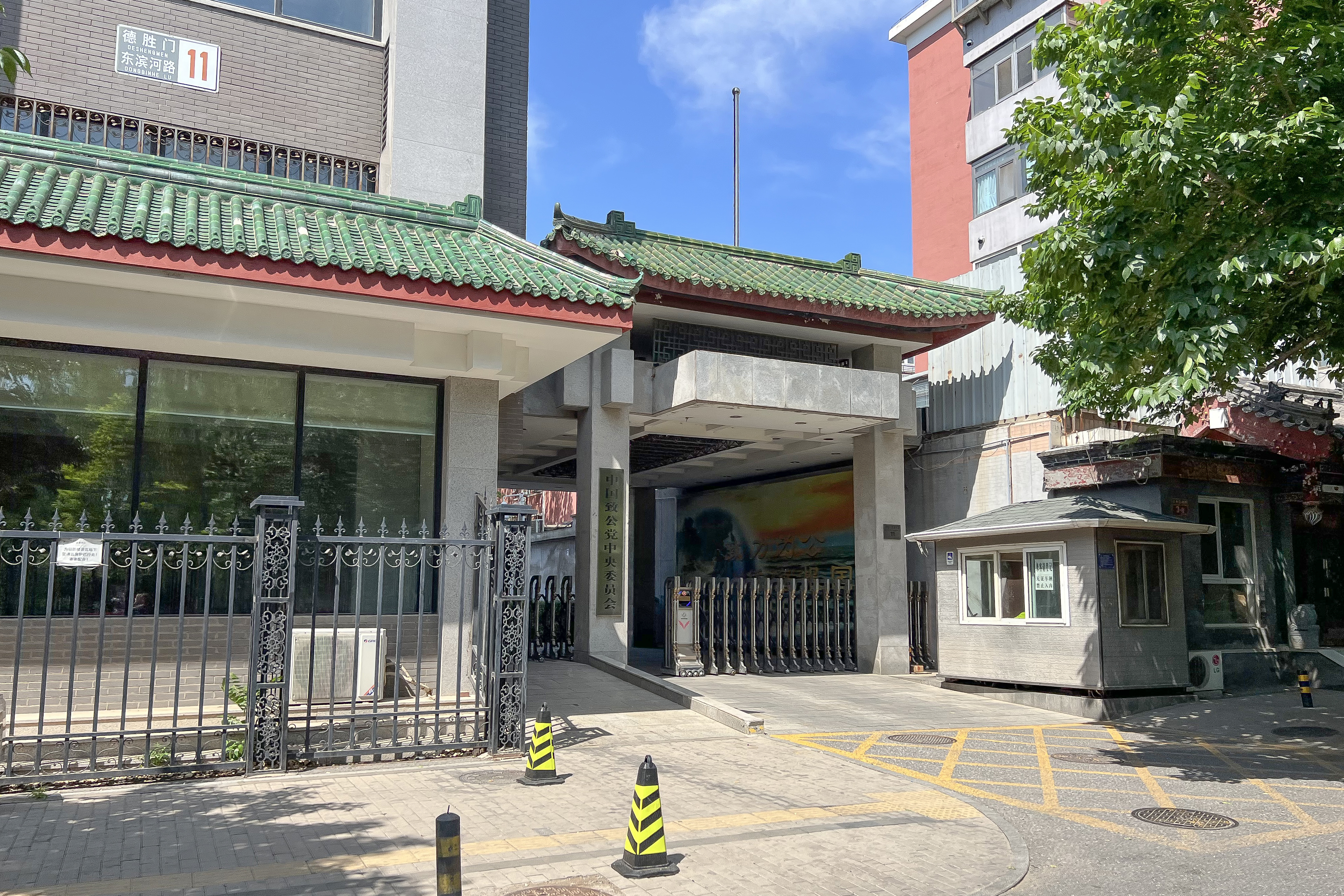
中国致公党中央委员会外景

中国致公党，简称致公党，是中华人民共和国排名第六的民主党派，该党是现时全国人大常委会内的第七大党，党员总人数在民主党派内排第七，在全国政党中排第八。目前，其党员主要来自归国华侨﹑侨眷和与海外有联系的代表性人士。
致公党创立于1925年。其早期会员多来自海外洪門三合會人士。其前身是华侨社团“美洲洪門致公堂”发起的旨在维护华侨的正当权益的海外組織。中国致公党在实际工作当中，也承担洪门中国分部的职责，负责会见海外洪门代表团及成员，并对海外洪门组织进行访问活动。
中国致公党的最高執行機關為中央委员会，該委員會下设办公厅、组织部、宣传部、联络部、参政议政部、社会服务部等6个职能部门、13个专门委员会，并有中国发展杂志社、机关服务中心、致福慈善基金会和中国致公出版社等下属机构。中國致公黨是以归侨、侨眷中的中上层人士和其他有海外关系的代表性人士为主组成的、具有政治联盟特点的政党，是中国共产党领导的多党合作和政治协商制度中的中国特色社会主义参政党。中国共产党对致公黨进行政治领导，並要求民主黨派按照1996年《關於民主黨派組織發展若干問題座談會紀要》和1999年《各民主黨派中央關於加強自身建設若干問題座談會紀要》的精神發展黨員「以協商確定的範圍和對象為主，以大中城市為主，以有代表性的人士為主」。2004年10月25日中共頒發的《關於進一步做好民主黨派組織發展工作座談會紀要》提出發展新的社會階層代表性人士，要求新的社會階層人士加入民主黨派除應符合《章程》規定的條件外，還應已作一定政治安排或擔任一定的社會職務。發展無黨派代表人士必須事先與同級中共黨委及中央統戰部溝通情況，事先徵求所在單位中共黨組織的意見，防止民主黨派追求發展成員年輕化的傾向。
截至2017年底，致公党在全国有20个省级组织。分别为：北京、上海、天津、重庆、广东、福建、广西、云南、四川、江苏、浙江、安徽、山东、辽宁、湖南、海南、贵州、湖北、陕西、河南。此外在江西还有总支部（曾为中央直属支部）。

## 地方政府任職
目前致公黨在中國大陸各省級行政區正副省长中任職的，共有1人
| 姓名   | 職務         | 學歷     |
| ------ | ------------ | -------- |
| 楊興平 | 四川省副省長 | 工程碩士 |

致公黨曾在中國大陸各省級行政區正副省长中任職的包括：
| 姓名   | 職務         | 學歷     |
| ------ | ------------ | -------- |
| 曹小紅 | 天津市副市長 | 農學博士 |

## 历史沿革

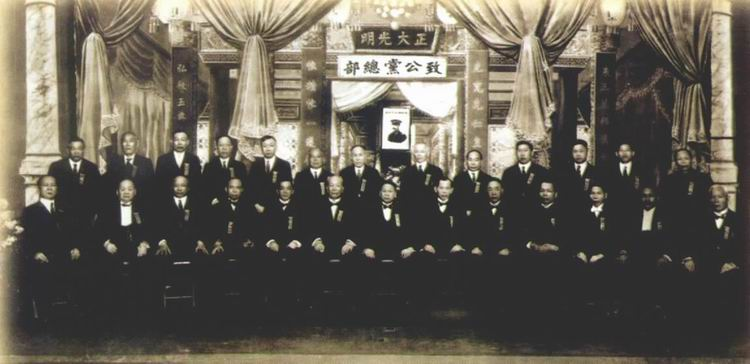
中国致公党于1925年在美国旧金山成立

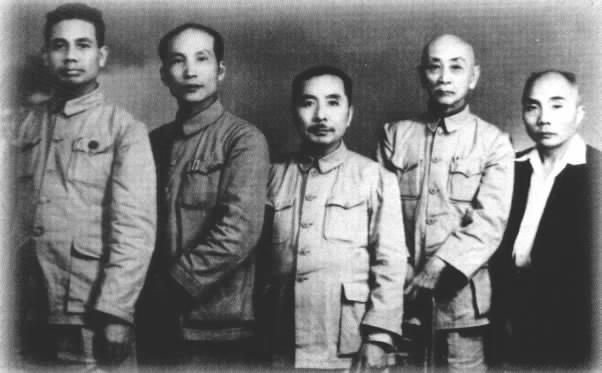
参加政协第一届全体会议的致公党代表合影（从左至右）：雷荣珂、黄鼎臣、陈其尤、官文森、严希纯

1925年10月，致公堂的領袖代表在美國舊金山決定組成華僑政黨，成立致公党，推舉陈炯明為總理，唐繼堯為副總理。在国民革命军东征時，陳炯明軍隊被擊敗，陳炯明退居香港，中國致公黨隨之移至香港。
在國共內戰時，1947年5月，李濟深在香港舉辦致公黨第三次代表大會，決議參加中國共產黨倡導並領導的人民民主統一戰綫。1949年，致公黨派代表陈其尤、陳演生、黄鼎臣、官文森、雷榮珂、嚴希純（1926年加入中共）六人參加中國人民政治協商會議第一屆全體會議。
1957年前，致公党通过吸收新党员发展至600多人。反右运动期间，致公党遭到中共打击，包括领导人陈其尤等一些党员被划为右派分子。1958年召开六届三中全会扩大会议，陈其尤、郑天保、黄鼎臣等人出席，确定当前“最迫切最严重的任务”是使致公党从“一个资产阶级性的政党变成一个真正接受共产党领导的为社会主义服务的政党”。文革间，陈其尤遭迫害而死。致公党在文革期间与其他“民主党派”一同被查禁，直到1978年经邓小平决定恢复活动。
2007年4月，致公党中央副主席的万钢被任命為中華人民共和國科學技術部部长，成爲自傅作義過世後30多年來首位非中共黨籍的部長。
致公党历史上有许多著名成员。孫中山在清朝末年時期，就繼興中會成立之後，在海外檀香山担任洪門總會掌管刑罚的洪棍。中共創始人李大釗在《中山主義的國民革命與世界革命》一文中稱，天地會是與馬克思親自創建領導的第一國際保持組織聯繫的唯一的中國革命團體。中华人民共和国元帅朱德年輕時曾經加入哥老會，後來更得袍哥會協助其起兵。

## 历任中央主席
1. 陳炯明（1925年10月－1933年9月，在美國三藩市創黨和在英屬香港運作時的首席領導，當時用總理職稱，原籍廣東汕尾海豐縣，闽南人）
2. 李濟深（1947年5月 - 1950年4月，第3届中央委员会主席，因他正參與組建中國國民黨革命委員會，中央黨部日常工作由副主席陈其尤主持，原籍廣西蒼梧縣）
3. 陈其尤（1950年4月－1966年，第3届副主席主持工作；第4、第5、第6届中央委员会主席，原籍廣東汕尾海豐縣，闽南人）
4. 黄鼎臣（1979年10月－1988年4月，第7、第8届中央委员会主席，原籍廣東汕尾海豐縣，闽南人）
5. 董寅初（1988年4月－1997年11月，第9、第10届中央委员会主席，印尼華僑，原籍安徽合肥）
6. 罗豪才（1997年11月－2007年12月，第11、第12届中央委员会主席，新加坡華僑，祖籍福建泉州安溪，鶴佬人）
7. 萬鋼（2007年12月－2022年12月，第13、第14、15届中央委员会主席，湖北潜江人，生于上海；並兼中國人民政治協商會議第11屆全國委員會副主席，曾任科學技術部部長）
8. 蒋作君（2022年12月－，第16届中央委员会主席，安徽怀宁人；第十四届全国政协副主席兼）

### 引用来源
1. ↑  .   [2017-12-22]. （原始内容存档于2017-06-29）.
2. ↑  .   [2017-12-27]. （原始内容存档于2017-12-27）.
3. ↑  履行职责 - 海外联络 （页面存档备份，存于） 中国致公党官方网站
4. ↑  .   [2020-04-07]. （原始内容存档于2020-05-05）.
5. ↑  甘肃政协. . 澎湃新闻. 上海.   [2020-05-25]. （原始内容存档于2020-05-29） （中文（中国大陆））.
6. ↑  王预震. . 产业与科技论坛 (北京). 2011, (19): 19–20 （中文（简体））.
7. ↑  .   [2022-04-17]. （原始内容存档于2021-03-15）.
8. ↑  .   [2020-06-02]. （原始内容存档于2020-06-03）.
9. ↑  . 中国致公党上海市委员会. 2013-12-23  [2021-03-08]. （原始内容存档于2022-02-12）.
10. ↑  .   [2007年4月28日]. （原始内容存档于2007年5月1日）.

### 书目
- 《中国致公党简史》编辑委员会. . 中国致公出版社. 2010.
- 于光远. . . 团结出版社. : 193–194.
- . 新华网.   [2015-12-29]. （原始内容存档于2015-03-12）.
- . 中国致公党.   [2015-12-29]. （原始内容存档于2016-03-09）.